# Mohammad Hossein Adeli
Seyed Mohammad Hossein Adeli (persan : سید محمدحسین عادلی), né le 16 février 1953 à Ahvaz, est un homme politique iranien, diplomate, économiste et universitaire. Il a effectué  deux mandat en tant que secrétaire général du Forum des pays exportateurs de gaz. Il est le fondateur de l'Institut Ravand. Il a été président de la première banque d'investissement iranienne Amin Investment Bank jusqu'en 2011. En mai 2014, il a reçu l'ordre du Soleil levant de l'empereur du Japon, Akihito, le plus haut ordre donné à un national iranien pour son rôle important dans les relations entre l'Iran et le Japon.

## Biographie

### Vie personnelle et éducation
Mohammed Hossein Adeli a fait ses études à Dar ul-Funun (en persan : دار الفنون) à Téhéran. Hossein Adeli est l’un des rares hommes politiques iraniens à avoir une formation internationale en administration des affaires à Téhéran. Il a poursuivi ses études de maîtrise en économie internationale à l'université de Téhéran avant d’obtenir son doctorat en administration des affaires à l’université de la côte californienne. Il a assisté pour son doctorat à des cours à l'université d'État de New York à Stony Brook et à The New School. Il a obtenu son deuxième doctorat en économie de Jamia Millia Islamia.

### Carrière de professeur
A l'âge de 27 ans, il a commencé sa carrière d'enseignant dans diverses universités à Téhéran. 

### Carrière politique
Cinq ans plus tard, il devient conseiller spécial du ministère des Affaires étrangères. L'année suivante, il a été conseiller du ministre du pétrole. Adeli a ensuite représenté l'Iran lors de diverses réunions de l'OPEP. Adeli est l'un des seuls dignitaires de la République islamique à avoir participé activement aux activités du Forum économique mondial.

### Carrière diplomatique
La carrière diplomatique de Mohammad Hossein Adeli a commencé avec sa nomination comme ambassadeur d’Iran au Japon entre 1986 et 1989, au cours duquel il a joué un rôle clé dans la revitalisation des relations commerciales et politiques iraniennes et japonaises. Pendant son mandat, Hirohito, meurt le 7 janvier 1989. Le 24 février, Mohammed Hossein Adeli et son épouse assistent aux funérailles de Mostafa Mir-Salim, vice-président et Hossein Saffar Harandi, député et président de la commission de l'agriculture au Parlement.
Peu après, en 1989 à l'âge de 36 ans, il a été nommé gouverneur de la Banque centrale d'Iran. Un poste qu'il occupe cinq ans pendant lesquels il sera le pionnier et créateur du paquet de réformes économiques pendant cette période de la reconstruction du royaume islamiste après la guerre Iran-Irak.
La carrière diplomatique d'Adeli progresse grâce à sa nomination en tant qu'ambassadeur iranien au Canada en 1995. À la fin de son mandat en 1999, Adeli a été nommé ministre adjoint des Affaires économiques et président du Conseil de coordination des relations économiques extérieures. Des années plus tard, Adeli a mis sur pied deux comités spéciaux pour la reconstruction de l’Afghanistan et la reconstruction de l’Iraq par le biais d’une série d’arrangements multilatéraux et a rempli les fonctions de secrétaire général des deux comités.
En tant que dernier poste officiel, il a été ambassadeur extraordinaire plénipotentiaire d'Iran au Royaume-Uni. À son époque, avec John Curtis et plusieurs autres personnes, il a fait pression sur le gouvernement iranien pour qu’il emprunte 80 articles pour une nouvelle exposition intitulée « The Forgotten Empire ».

### Carrière dans le domaine énergétique
Pendant son cursus, il travaille notamment au sein du ministère du Pétrole en tant que conseiller international du ministre dont il a été l’avocat et le négociateur en chef de nombreux projets et projets énergétiques. Il a notamment travaillé sur le projet de pipeline Iran-Pakistan-Inde dont il a été coprésident de la commission mixte iranienne, pakistanaise et indienne, celui du gazoduc Iran-Arménie et dirigé la diplomatie du gaz pour ce projet.
Il a notamment joué un rôle dans la Coopération énergétique Iran-UE, pour lequel il a négocié l'établissement d'un centre énergétique Iran-UE en Iran et dirigé l'équipe pour s'engager avec le projet du gazoduc Nabucco pour exporter du gaz vers l'Union européenne.
Il a également pris une part importante dans la mise en place d'une coopération gazière iranienne avec ses voisins du sud. En effet, il a mené les discussions avec le Koweït et l'Arabie saoudite pour le développement du champ d'Arash dans le golfe Persique et l'exportation de gaz vers la KSA. 
De plus on le retrouve aussi dans la mise en place d'une coopération gazière et pétrolière Iran-CEI, et la coopération gazière avec le Turkménistan, l'Azerbaïdjan et le Kazakhstan.
Reconnu par ses pairs, il sera nommé secrétaire général du Forum des pays exportateurs de gaz et fera deux mandat, du 1er janvier 2015 jusqu'en 2017 avant d'être remplacé par Yuri Sentyurin.

## Prix et reconnaissance
Mohammed Adeli a été actif au sein de groupes et d'organisations régionaux et internationaux, notamment le D-8, le G15, l'Association de coopération régionale des pays de l'océan Indien et l'Union européenne. Il a reçu de nombreuses récompenses, notamment une distinction du Secrétaire général de l'Organisation de coopération économique pour « Reconnaissance spéciale pour sa contribution et sa proposition du nom ECO ». En 2002 à Genève, il remporte le prix Crans-Montana pour le développement et la paix.
Il a également reçu une reconnaissance spéciale pour de diverses activités ou actions, notamment : 
- Pour avoir été le fer de lance des réformes monétaires en tant que gouverneur de la banque centrale.
- Pour la création d'un nouvel instrument financier bancaire islamique, le « Participation Paper » (largement utilisé en Iran et dans d'autres pays islamiques sous le nom de Sukuk.
- Pour l'adoption de la loi sur l'aide publique au développement de l'Iran visant à contribuer au développement des pays les moins avancés.
- Avoir initié la diplomatie économique pour la première fois en Iran.
- Avoir établi un partenariat économique avec l'Afrique par le biais du sommet économique Iran-Afrique.
- En tant que chef de la coordination de l'assistance à la reconstruction de l'Irak et de la coordination de l'assistance à la reconstruction de l'Afghanistan par le biais d'une organisation internationale.
- En mai 2014, il est décoré de l'ordre du Soleil levant par le gouvernement japonais pour son rôle important dans les relations entre l'Iran et le Japon[7].

Il a souvent été conférencier lors de nombreuses conférences internationales, notamment celles de l'OPEP, de la coopération Sud-Sud, des Nations unies, du Forum économique mondial, des banques et des finances islamiques, de la Banque mondiale, du Centre du commerce international et du Fonds monétaire international, ainsi que de grandes banques d'investissement telles que Goldman Sachs.

## Création de l'institut Ravand
Après avoir quitté le gouvernement, Mohammed Adeli fonde l’institut Ravand d’études économiques et internationales, le premier centre de recherche privé iranien non gouvernemental et non partisan (think-tanks).